# Adriaen Coorte
Adriaen Coorte (Midelburgo, 1665-1707) fue un pintor neerlandés. 

## Biografía
Se desconocen sus datos biográficos, tan solo que estuvo activo en Middelburg de 1683 a 1707. En su obra se denota la influencia de Isaac van Duynen. Se centró en el género de la naturaleza muerta, principalmente de frutas y alimentos, con preferencia por fresas, melocotones y espárragos. Otro de sus motivos favoritos fueron las conchas marinas. Por lo general, eran composiciones sencillas pero de evocadora poesía, elaboradas con gran refinamiento. Asimismo, fue autor de varias vanitas, un tipo de bodegón que hace referencia a la fugacidad de la vida y la inevitabilidad de la muerte, como Vanitas en un nicho (1688, Zeeuws Museum, Middelburg) y Vanitas con calavera y reloj de arena (1686, colección privada).

## Galería

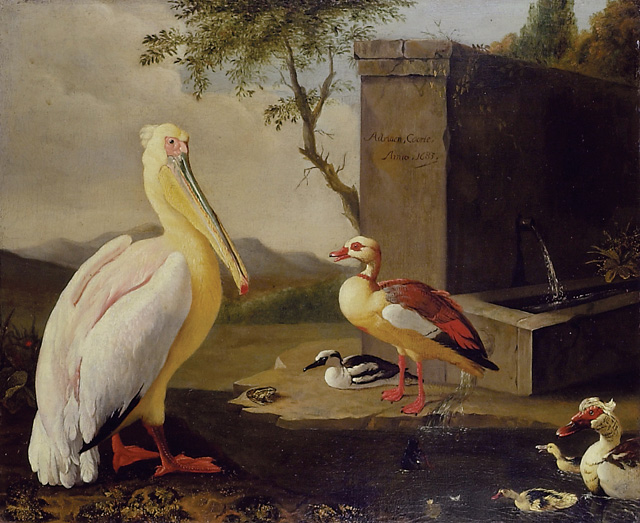
Pelícano y patos en un paisaje de montaña (1683), Museo Ashmolean, Oxford
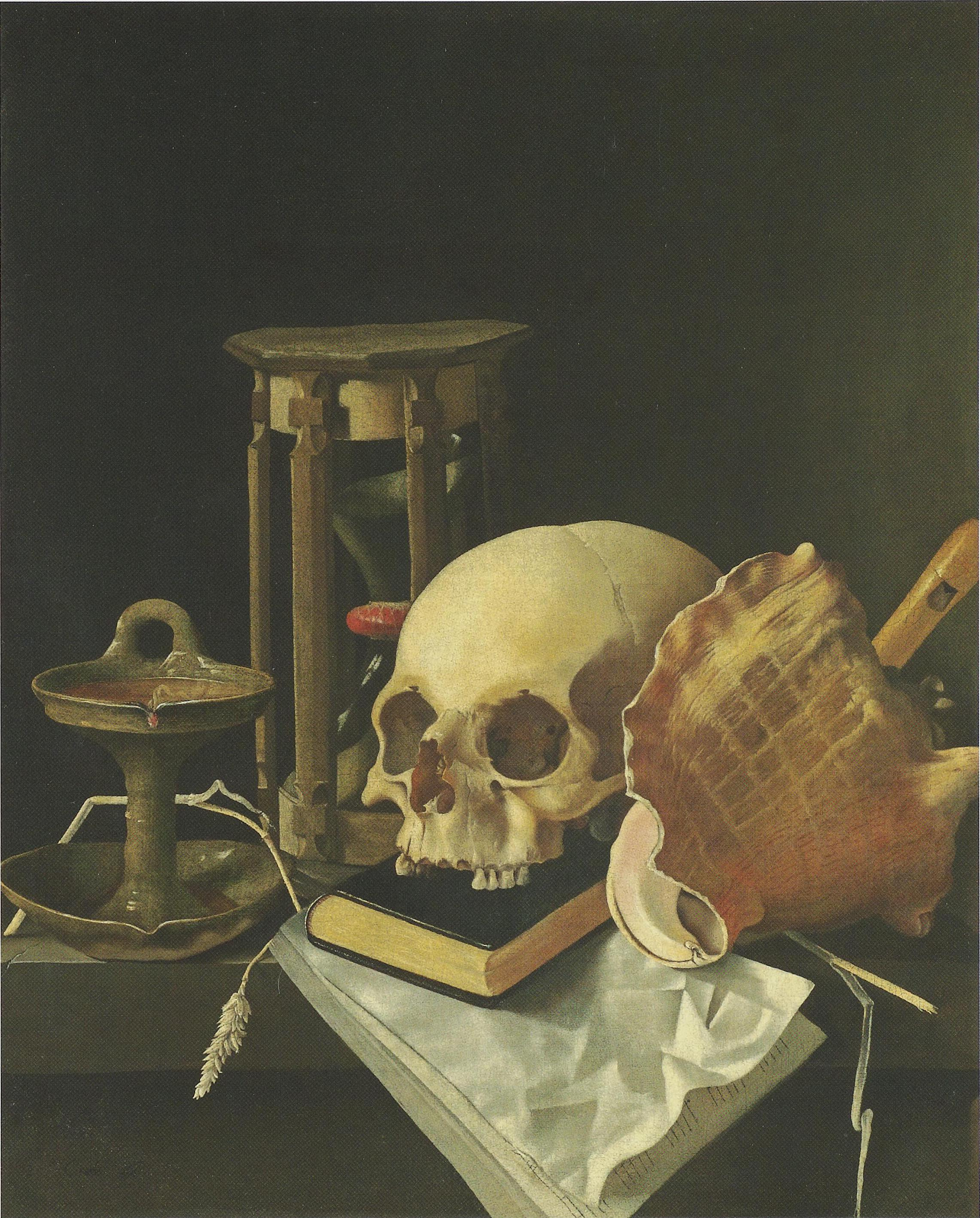
Vanitas con calavera y reloj de arena (1686), colección privada
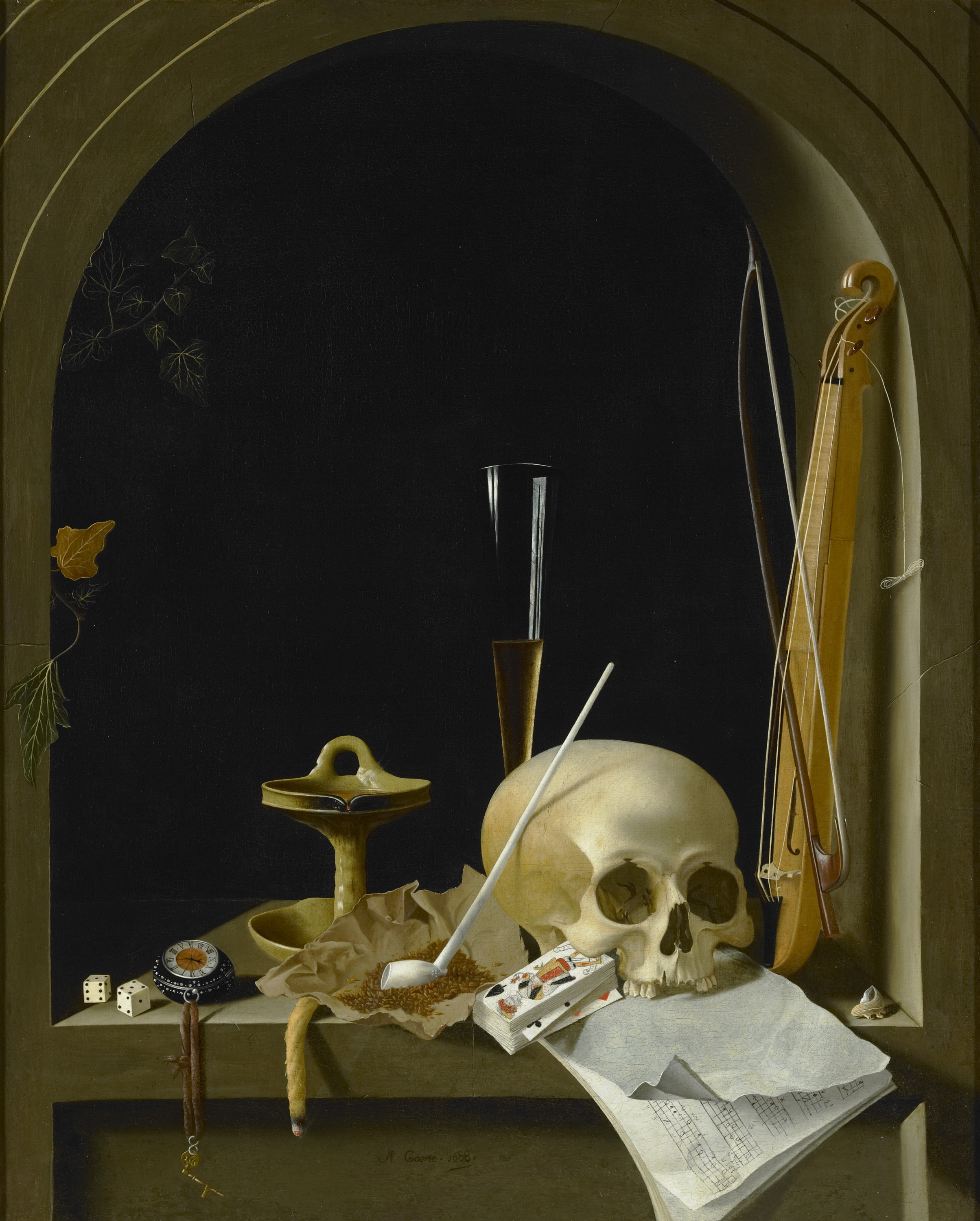
Vanitas en un nicho (1688), Zeeuws Museum, Middelburg
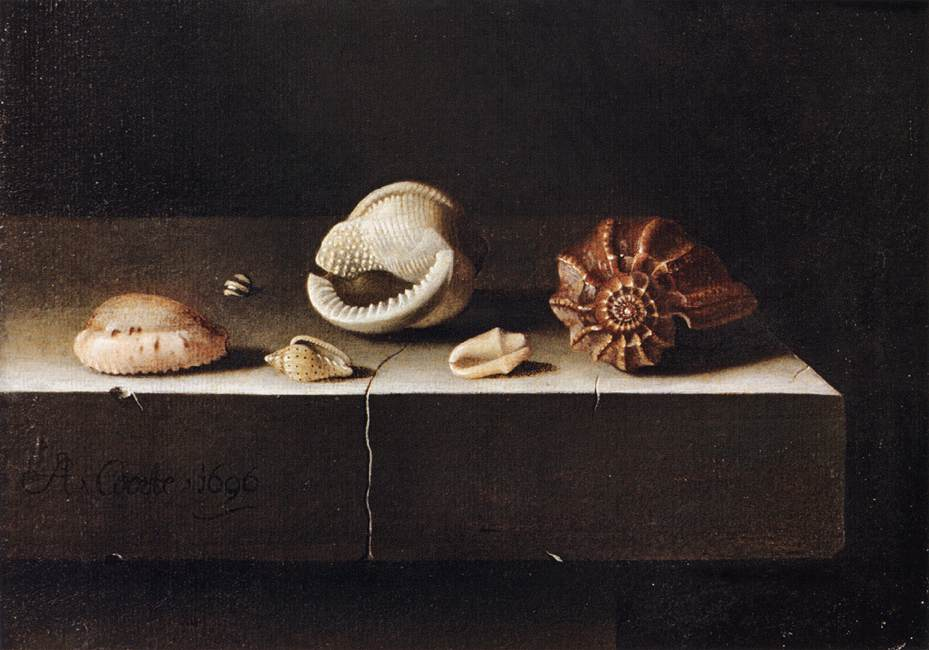
Naturaleza muerta con dos conchas grandes y cuatro pequeñas (1696), Museo del Louvre, París
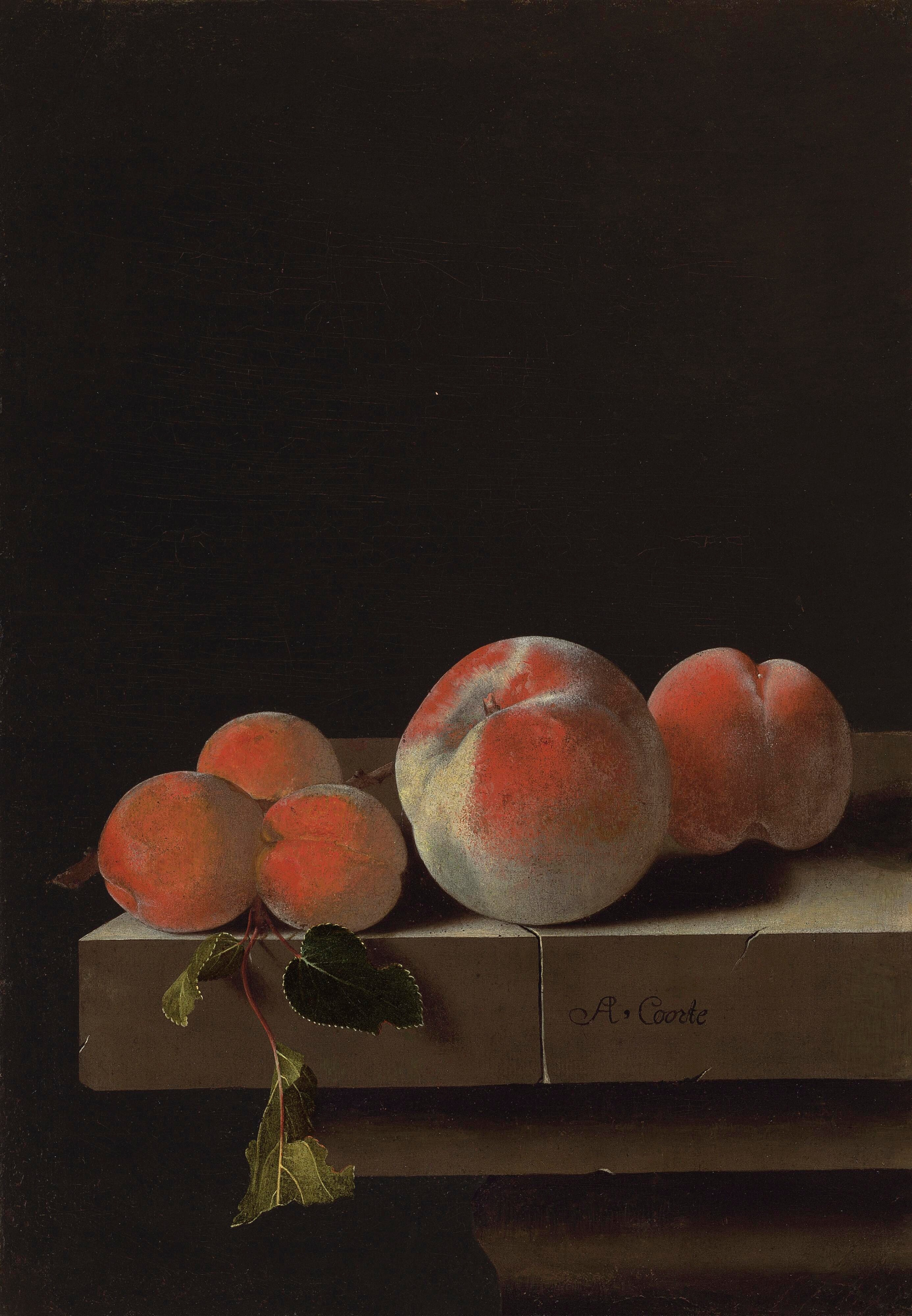
Melocotones y albaricoques en una repisa de piedra (1696), colección privada
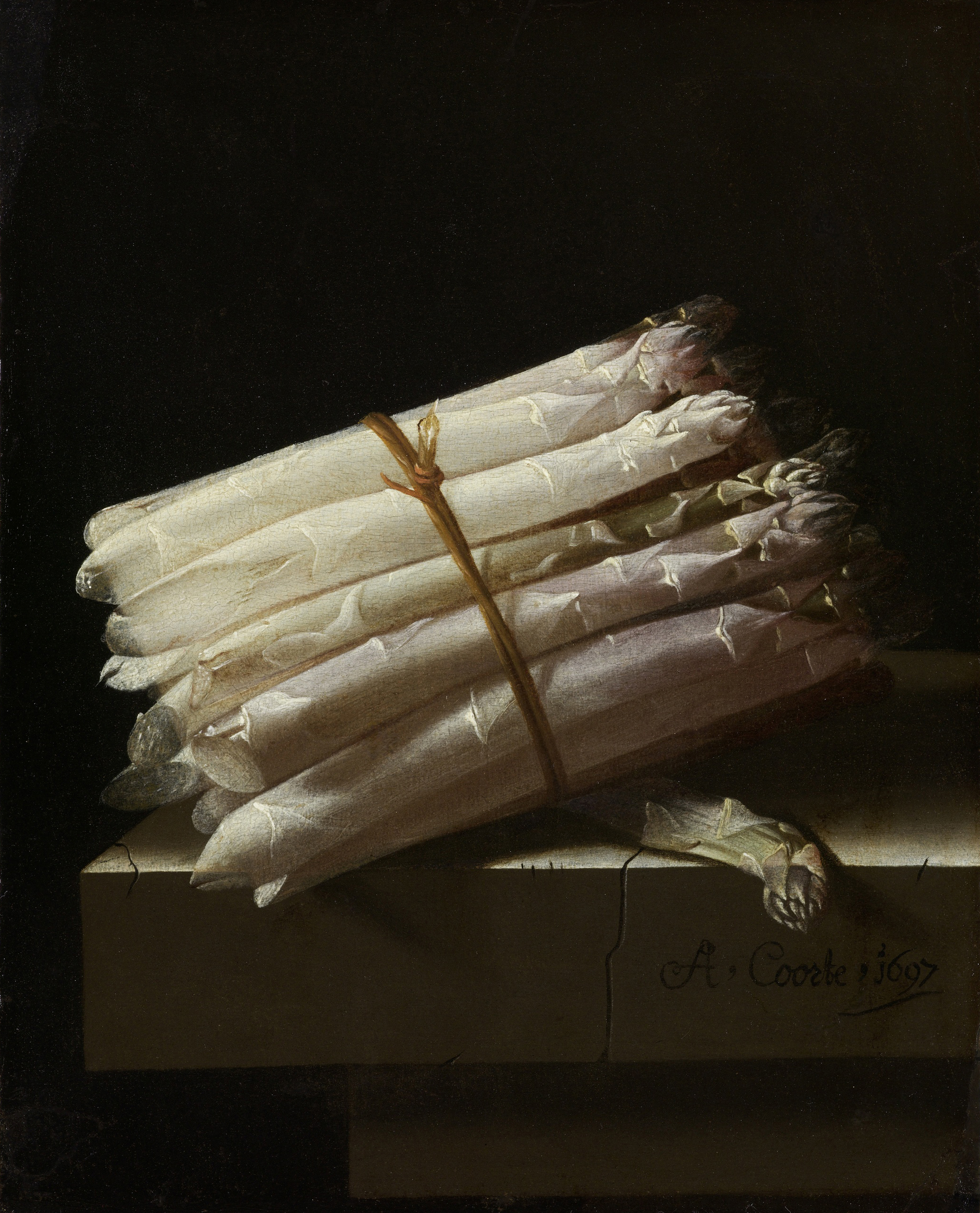
Naturaleza muerta con espárragos (1697), Rijksmuseum, Ámsterdam
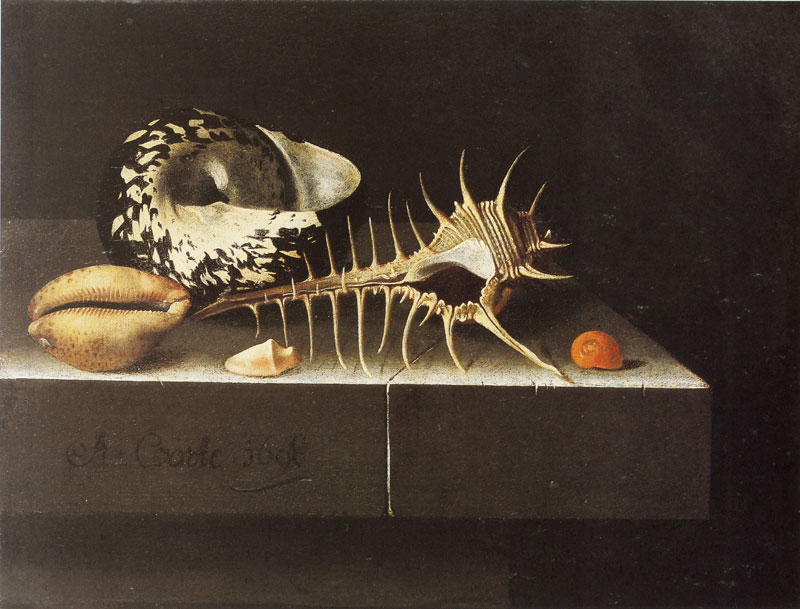
Conchas (1698), Eijk and Rose-Marie van Otterloo Collection, Naples, Massachusetts
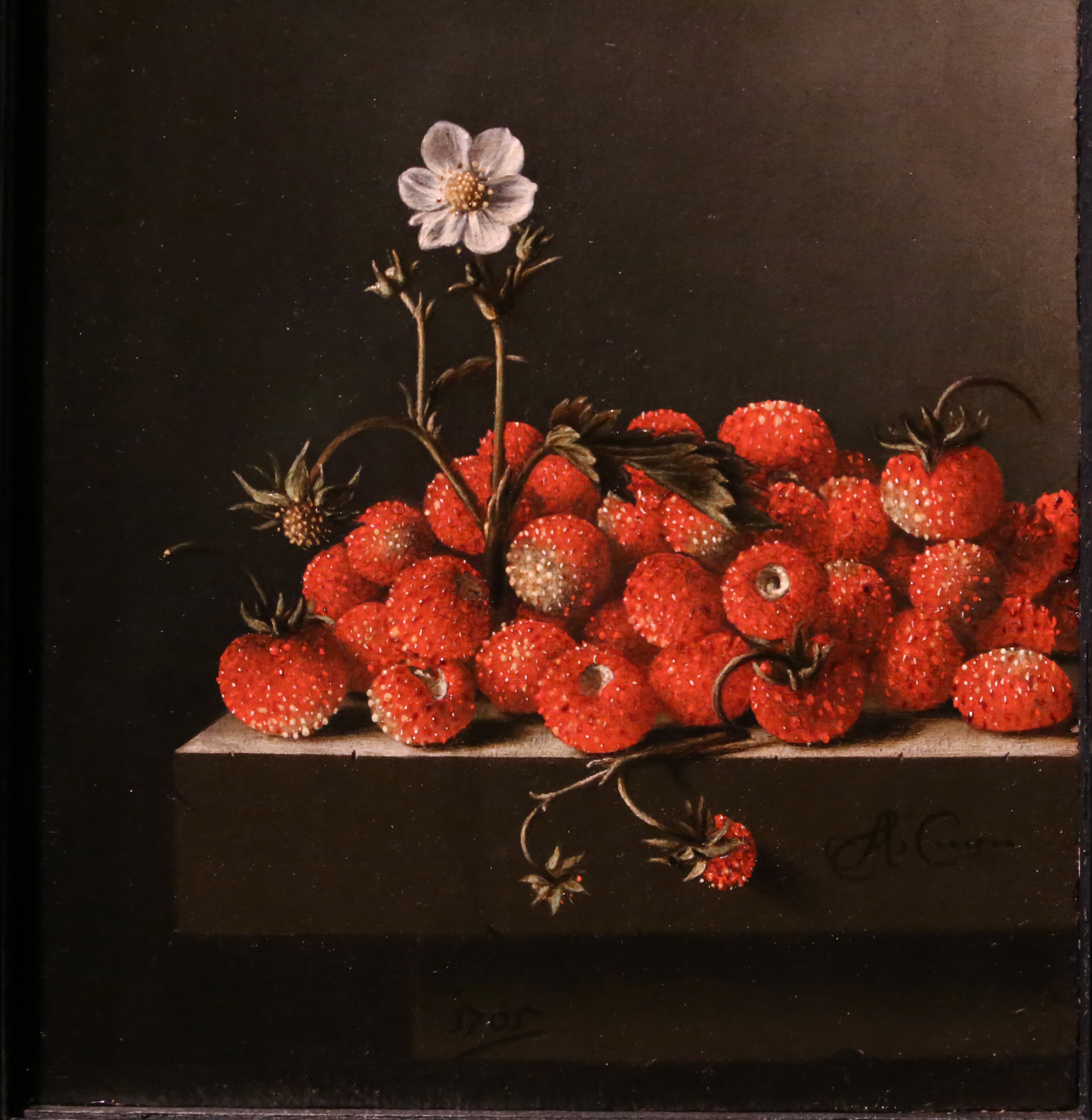
Naturaleza muerta con fresas silvestres (1705), Mauritshuis, La Haya